# سيدي عيسى بن سليمان
سيدي عيسى بن سليمان هي جماعة قروية مغربية تقع شمال مدينة مراكش وتبعد عنها ب90
كلم. وتنتمي لإقليم قلعة السراغنة وتضم 17.708 نسمة (إحصاء 2004).